# Liste des résolutions du Conseil de sécurité des Nations unies adoptées en 1983
Les résolutions du Conseil de sécurité des Nations unies sont les décisions qui sont votées par le Conseil de sécurité des Nations unies.
Une telle résolution est acceptée si au moins neuf des quinze membres (depuis le 17 décembre 1963, 11 membres avant cette date) votent en sa faveur et si aucun des membres permanents qui sont la Chine, les États-Unis, la France, le Royaume-Uni et l'Union soviétique (la Russie depuis 1991) n'émet de vote contre (qui est désigné couramment comme un veto).

## Résolutions 529 à 545
- Résolution 529 : Israël-Liban (adoptée le 18 janvier 1983).
- Résolution 530 : Honduras-Nicaragua (adoptée le 19 mai 1983).
- Résolution 531 : Israël-République arabe syrienne (adoptée le 26 mai 1983).
- Résolution 532 : Namibie (adoptée le 31 mai 1983).)
- Résolution 533 : Afrique du Sud (adoptée le 7 juin 1983).
- Résolution 534 : Chypre (adoptée le 15 juin 1983).
- Résolution 535 : Lesotho-Afrique du Sud (adoptée le 29 juin 1983).
- Résolution 536 : Israël-Liban (adoptée le 18 juillet 1983).
- Résolution 537 : nouveau membre : Saint-Kitts-et-Nevis (adoptée le 22 septembre 1983).
- Résolution 538 : Israël-Liban (adoptée le 18 octobre 1983).
- Résolution 539 : Namibie (adoptée le 28 octobre 1983).
- Résolution 540 : Irak-République islamique d'Iran (adoptée le 31 octobre 1983).
- Résolution 541 : Chypre (adoptée le 18 novembre 1983).
- Résolution 542 : Liban (adoptée le 23 novembre 1983).
- Résolution 543 : Israël-République arabe syrienne (adoptée le 29 novembre 1983).
- Résolution 544 : Chypre (adoptée le 15 décembre 1983).
- Résolution 545 : Angola-Afrique du Sud (adoptée le 20 décembre 1983).)